# Palmyra-atoll
A Palmyra-atoll egy 12 km² területű, lakatlan atoll a Csendes-óceán északi részén. Földrajzilag az Északi-Sor-szigetek tagja. Az Egyesült Államokhoz tartozik, de az államhatalom működése meghatározatlan, azaz az amerikai elnök kizárólagos döntési kompetenciájába tartozik, hogy miképp kormányozza a területet.
Az USA alkotmányjoga különbséget tesz „bekebelezett” és „bekebelezetlen” (corporated/incorporated), valamint „szervezett” és „szervezetlen” (organized/unorganized) területek között. Szervezettnek minősül az a terület, melynek van saját, szervezett közigazgatása, míg szervezetlen az, amelynek nincs. Ez utóbbiak – egy kivétellel – lakatlan területek, amiken értelemszerűen nem is lehetne közigazgatást szervezni, ill. olyan kis lakosságú területek, hogy nem érdemes megszervezni a közigazgatásukat. Ami a bekebelezett/bekebelezetlen megkülönböztetést illeti, pillanatnyilag minden amerikai külbirtok bekebelezetlen, szintén egyetlen kivétellel: ez a Palmyra-atoll, ami a Csendes-óceán középső részén található. A bekebelezett státusz azt jelenti, hogy az illető terület szerves része az USA-nak, automatikusan vonatkozik rá a teljes amerikai jogrend, a lakosai pedig amerikai állampolgárok; viszont nem az államszövetség tagja (hiszen nem állam), hanem a szövetségi központi kormány alá tartozik. Tehát a Palmyra-atoll jogi értelemben valójában nem is tekinthető teljes mértékben külbirtoknak.
A Palmyra-atoll bekebelezett státuszának történelmi oka van. Eredetileg Hawaii része volt. Mielőtt Hawaii amerikai szövetségi állammá vált volna, a státusza természetesen „bekebelezett” volt, azonban az államiság elérésekor Palmyra le lett választva a területéről, viszont a már megszerzett státusz megmaradt. Természetesen Palmyra „szervezetlen”, hiszen nincs állandó lakossága, így nincs mit „megszervezni” rajta.
A szigetnek őslakossága sincs. Az utóbbi időkben az amerikai állami természetvédelmi szolgálat munkatársai és önkéntesek tartózkodtak ott kisebb létszámban. Teljes egészében természetvédelmi terület, a látogatása csak előzetes engedéllyel lehetséges, hosszabb időre szólóan pedig kizárólag tudományos vagy kutatói céllal.
Az atoll északi részén, a Cooper-szigeten egy magánkézben lévő repülőtér található, 1500 m-es kifutópályával (ICAO: PLPA).
Az éves csapadékmennyiség 4400 mm, az átlaghőmérséklet 29 °C.